# 马缨丹属
马缨丹属（学名：Lantana）是马鞭草科下的一个属，为直立或披散灌木植物。该属共有约75种，分布于热带美洲。马缨丹属在中国广泛分布的只有马樱丹（L.camara L.）一种，另外在广州还有栽培的蔓马缨丹（L. montevidensis Briq.）